# Casa Laveda (Lleida)
Casa Laveda és una obra de Lleida inclosa a l'Inventari del Patrimoni Arquitectònic de Catalunya.

## Descripció
Casa unifamiliar aïllada al mig de l'horta. Dissenyada amb una estructura general d'escala visual molt més gran que el propi volum de l'edifici, atansant-lo a les proporcions de l'entorn. Desenvolupada en dues plantes i golfa. Es cobreix a dos vessants i mitjançant dues crugies.